# Cinnyris jugularis
La nettarinia ventregiallo (Cinnyris jugularis (Linnaeus, 1766)) è un uccello della famiglia Nectariniidae, diffuso dall'Asia meridionale all'Australia.

## Descrizione
Con i suoi 11 cm di lunghezza è una delle specie più piccole della famiglia delle nettarinie.
Presenta un marcato dimorfismo sessuale: entrambi i sessi hanno il dorso di colore verde oliva ed il ventre giallo, nel maschio la fronte, la gola e la parte superiore del ventre sono di un blu brillante con riflessi metallici. Il becco è sottile e ricurvo.

## Biologia

### Alimentazione
Sono uccelli prevalentemente nettarivori, che occasionalmente si nutrono anche di insetti.

### Riproduzione

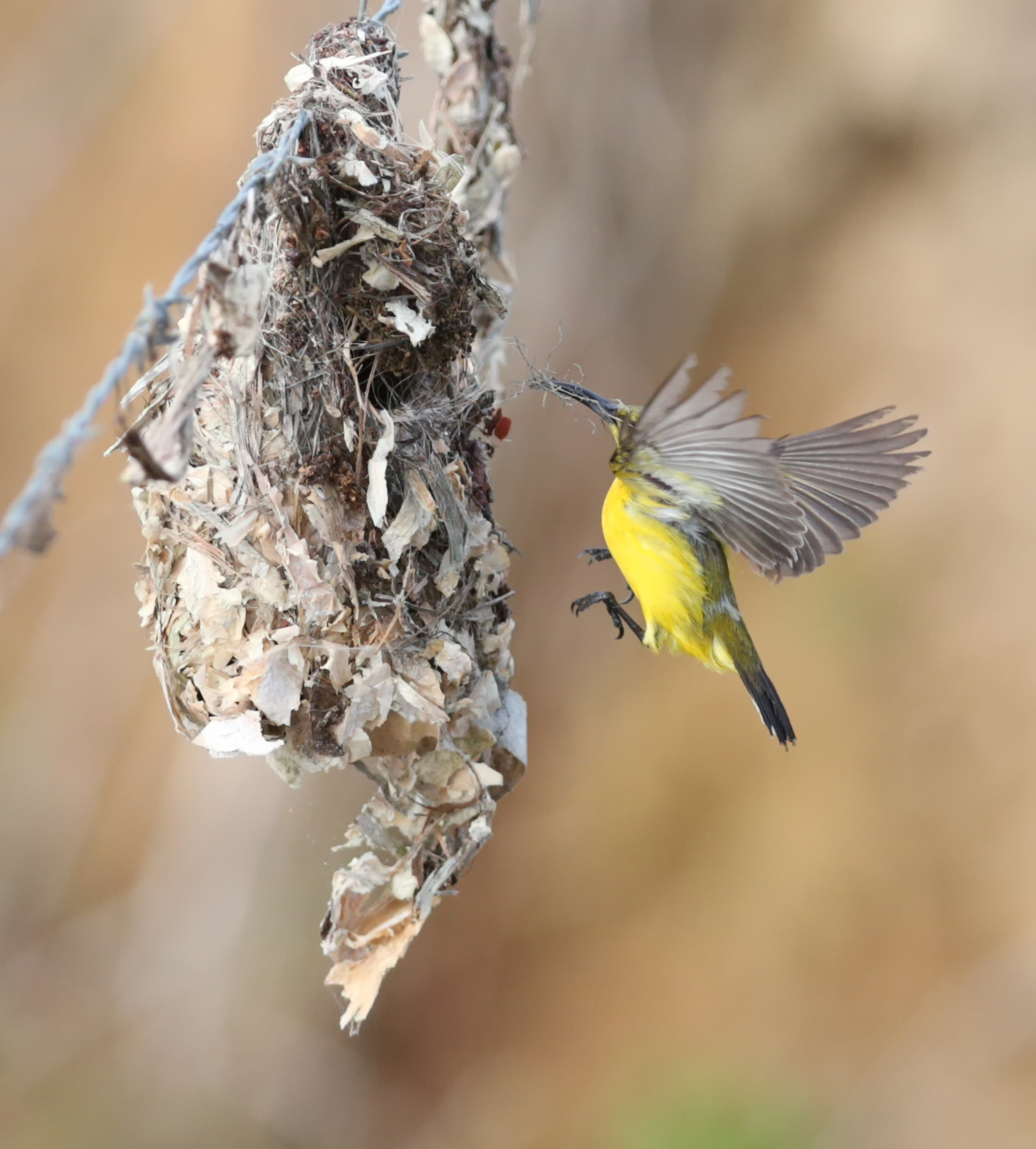
Nido

La stagione riproduttiva va dalla primavera inoltrata all'estate. Formano coppie monogamiche; la specie costruisce nidi penduli, caratteristicamente appesi all'estremità dei rami di un cespuglio, a pochi metri dal suolo, in posizione riparata, in cui la femmina depone da 1 a 2 uova per covata. L'incubazione dura circa 2 settimane. Entrambi i genitori si prendono cura dei nidiacei.

## Distribuzione e habitat
La specie ha un ampio areale che comprende India, Myanmar, Cina, Thailandia, Cambogia, Laos, Viet Nam, Malaysia, Singapore, Brunei, Filippine, Indonesia, Papua Nuova Guinea, Isole Salomone e Australia.
Tipicamente è un abitatore delle mangrovie, ma si adatta a vivere in ogni habitat, anche all'interno dei centri abitati.

## Tassonomia
Il Congresso Ornitologico Internazionale (2014) riconosce come valide le seguenti sottospecie:
- Cinnyris jugularis andamanicus (Hume, 1873), endemica delle isole Andamane
- Cinnyris jugularis proselius Oberholser, 1923, endemica delle isole Nicobare
- Cinnyris jugularis klossi (Richmond, 1902), endemica delle isole Nicobare
- Cinnyris jugularis rhizophorae (Swinhoe, 1869), diffusa  in Cina meridionale e Vietnam settentrionale
- Cinnyris jugularis flammaxillaris (Blyth, 1845), diffusa in Myanmar, nella penisola indocinese e nella penisola malese
- Cinnyris jugularis ornatus Lesson, 1827, diffusa nella penisola malese, Sumatra, Borneo, Giava, Bali e Piccole Isole della Sonda
- Cinnyris jugularis polyclystus Oberholser, 1912, endemica dell'isola di Enggano
- Cinnyris jugularis aurora (Tweeddale, 1878), diffusa nelle Filippine occidentali
- Cinnyris jugularis obscurior Ogilvie-Grant, 1894, endemica di Luzon (Filippine settentrionali)
- Cinnyris jugularis jugularis (Linnaeus, 1766), diffusa in gran parte delle Filippine
- Cinnyris jugularis woodi (Mearns, 1909), endemica delle isole Sulu (Filippine sud-occidentali)
- Cinnyris jugularis plateni (Blasius, W, 1885), diffusa a Sulawesi e in altre piccole isole vicine
- Cinnyris jugularis infrenatus Hartert, 1903, diffusa a Tukangbesi e in altre piccole isole a sud-est di Sulawesi
- Cinnyris jugularis robustirostris (Mees, 1964), diffusa nelle isole di Banggai e Sula (Molucche)
- Cinnyris jugularis teysmanni Büttikofer, 1893, presente nelle isole del mar di Flores
- Cinnyris jugularis frenatus (Müller, S, 1843), diffusa nelle Molucche, in Nuova Guinea e nelle isole Aru
- Cinnyris jugularis buruensis Hartert, 1910, endemica dell'isola di Buru (Molucche meridionali)
- Cinnyris jugularis clementiae Lesson, 1827, diffusa nelle Molucche meridionali
- Cinnyris jugularis keiensis Stresemann, 1913, endemica delle isole Kai (Nuova Guinea)
- Cinnyris jugularis idenburgi Rand, 1940, diffusa in Nuova Guinea
- Cinnyris jugularis flavigastra (Gould, 1843), diffusa nell'arcipelago di Bismarck e nelle Isole Salomone